# Bue Digre
Bue Digre (Norrønt Búi digri) var en legendarisk kriger, og måske også en historisk figur, som deltog på dansk side i slaget ved Hjørungavåg. Han var søn af jarl Vesete af Bornholm. Hans bror Sigurd Kappe (i Fagrskinna kaldet Sigurd Hvide) deltog også i Hjørungavåg.
En oplysning fra Snorre Sturlason i Olav Tryggvasons saga fortæller, at Vagn Ågesen, en anden af de danske høvdinger i slaget og samtidig en konkurrent til Bue Digre om opmærksomhed i de norrøne kildene, var søn af Bue Digres søster Torgunn Vesetesdatter og Åke (Tokesson?).
Han nævnes også i Jomsvikingernes saga og Jómsvíkingadrápa.